# 遠藤卓
遠藤 卓（1942年9月 - ）は、元福島テレビアナウンサー。

## 経歴
青山学院大学卒業後、1967年に入社。
制作部長、事業部長、関連会社出向などを経て、2002年9月で定年退職。

## 過去の担当番組

### 福島テレビアナウンサー時代
- 競馬中継（実況）
- FTVテレポート（1976.3.29 - 1978.3）
- サタデーふくしま（1981.4-1985.3）